# Appio Annio Trebonio Gallo
Appio Annio Trebonio Gallo (in latino Appius Annius Trebonius Gallus; fl. I secolo) è stato un politico e militare romano.

## Origini familiari
Trebonio Gallo faceva parte del ramo della gens Annia dei Regilli; era dunque imparentato con Annia Galeria Faustina, moglie dell'imperatore Antonino Pio e con l'imperatore Marco Aurelio (nato Marco Annio Vero). Era figlio di Appio Annio Gallo,  console suffetto nel 67.

## Biografia

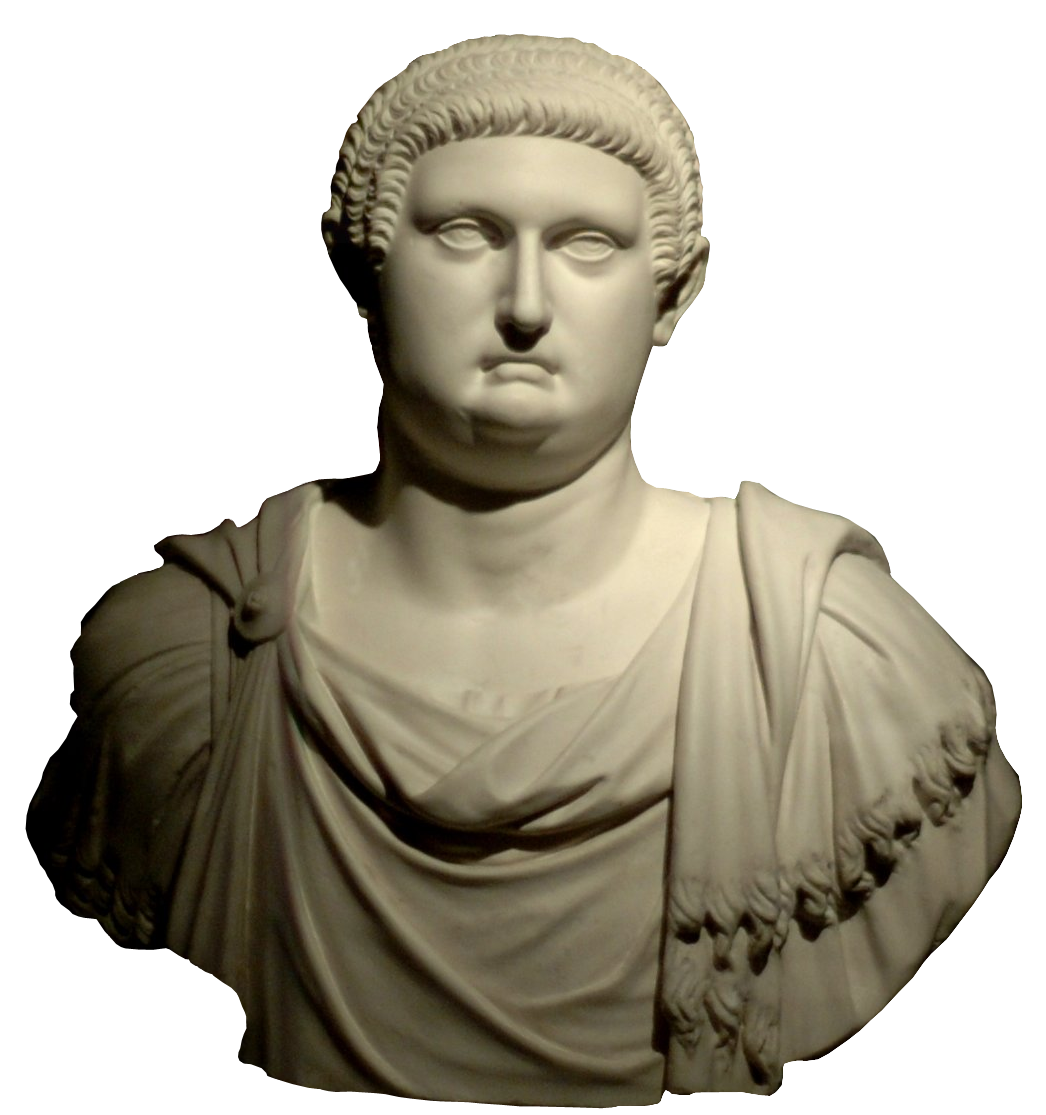
Busto di Otone, imperatore sotto il quale Gallo servì come generale (Museo delle Scienze Naturali, Houston, Texas)

Nel gennaio del 69, l'anno dei quattro imperatori, Gallo fu messo dal nuovo imperatore Otone, insieme a Gaio Svetonio Paolino e Aulo Mario Celso, al comando della fanteria e della cavalleria e viene descritto da Tacito come un uomo retto e rispettoso del dovere con un maturo senso di responsabilità. Quando la guerra tra Otone e Vitellio iniziò, a Gallo furono affidate tutte le forze otoniane che sarebbero andate ad occupare la Pianura Padana. Gallo si diresse con la Legione I Adiutrix verso Piacenza, che nel mese di marzo veniva attaccata dal generale vitelliano Aulo Cecina Alieno e la cui difesa era affidata a sole due coorti sotto il comando di Vestricio Spurinna. Lungo il percorso fu però informato che Piacenza aveva ricacciato il nemico, che ora si dirigeva verso Cremona: Gallo fece quindi fermare la sua legione a Bedriaco, dove ricevette la notizia che anche Marzio Macro aveva sconfitto una piccola forza di Vitellio ricacciandola oltre il Po.
Durante la campagna Gallo si ferì cadendo da cavallo e dovette quindi inviare dei suoi messaggeri al consiglio di guerra durante il quale si decise di attaccare Vitellio in campo aperto, strategia approvata con parere favorevole di Lucio Tiziano, fratello di Otone, e Licinio Proculo, il prefetto del pretorio. La guerra si risolse nella decisiva battaglia di Bedriaco, che riportò una schiacciante vittoria di Vitellio. Otone, saputo della battaglia, si suicidò ponendo fine alla guerra poi ripresa da Vespasiano, che vinse Vitellio e diventò unico imperatore nel mese di dicembre. Sotto Vespasiano, Gallo fu di nuovo nominato comandante da Gaio Licinio Muciano, che deteneva il potere nella Capitale aspettando l'arrivo del nuovo imperatore. Gallo fu quindi inviato in Germania superiore, dove Gaio Giulio Civile aveva iniziato la rivolta batava, e rimase a controllo della zona mentre Quinto Petito Ceriale attaccava direttamente. Successivamente diventò console nel 108 insieme a Marco Atilio Metilio Bradua, sotto il principato di Traiano.
Gallo ebbe un figlio, Appio Annio Gallo, console nel 139, che sposò Atilia Caucidia Tertulla, figlia del collega di Gallo nel consolato, dalla quale ebbe a sua volta una figlia, Appia Annia Regilla.